# Povstání polabských Slovanů
Povstání polabských Slovanů (německy Slawenaufstand von 983), byla událost v roce 983, kdy polabští Slované (slovanské kmeny Veletů a Obodritů, kteří obývali oblasti východních částí dnešního Německa), podnikli revoltu proti podřízenosti vůči Svaté říši římské a christianizaci. Slované dobyli a vypálili Hamburk, ale jejich postup na západ zastavila nerozhodná bitva u Bělozemí, mezi přítoky Labe – Tangerou a Muldou .

## Politické pozadí

Usídlení a nejvýznamnější pevnosti lutického svazu slovanských kmenů Veletů

Od 6. století osidlovali polabští Slované území dnešního východního Německa mezi Baltským mořem, Labem, Havolou a Odrou. Nejzápadnější kmeny západních Slovanů byly od raného středověku násilně obraceny na křesťanskou víru. Již v raném středověku se staly terčem expanze Karla Velikého a později saských invazí. V 7. století se Obodrité a Veléti dostali pod vliv Východofranské říše a později Svaté říše římské.
Kmeny polabských Slovanů se bránily vynucené křesťanizaci ze západu. V roce 937 založil Ota I. Východní marku na jihovýchodní hranici Saska.  Ta se rozprostírala na území od pohoří Harz po řeky Sálu a Muldu. Cílem marky bylo ovládnutí sousedního slovanského území na východě. Porážka protisaské koalice Obodritů, Čerezpěňanů a Redarů v bitvě u Reknice,  16. října 955 saským vládcům ludolfinské dynastie – Jindřichovi I. a jeho synovi Otovi I. nepřinesla úplné podrobení Slovanů, podařilo se jim však nastolit počátky politické a církevní moci na těchto územích. Ota I. mj. v roce 948 založil arcibiskupství magdeburské, jehož cílem bylo trvale začlenit slovanské oblasti do sféry vlivu katolické církve a do hranic Svaté říše římské.

## Historie
Odboj slovanského kmenového svazu bylo naplánován a připraven v roce 983 v hlavní svatyni Radohošti (Retra) patřící polabským Slovanům. Iniciátory a vůdci byli Veléti, kteří chtěli využít sporů saského duchovenstva o nástup Aldaberta na arcibiskupský stolec v Magdeburku i císaře Oty I. Slované z Polabí vyhnali politické a církevní představitele Svaté říše římské. Jejich vojenským cílem byly hlavně křesťanské misie a vojenská stanoviště zřízená v Polabí.
29. července 983 slovanské jednotky překvapivě zaútočily na Havelberg, kde zničily sídlo místního biskupa. O tři dny později byl dobyt také Brandenburk s křesťanskou misií. Tamnímu biskupovi Folkmarovi a markraběti Severní marky – Dytrykowi se podařilo uprchnout. Zbývající duchovenstvo bylo zajato a kostely vypleněny. Podobný osud potkal i všechna ostatní místa se saskými osadníky, až k přirozené hranici vyznačené řekou Tangerou.
Proti Slovanům brzy vytáhly saské síly vedené magdeburským arcibiskupem Giselherem, halberštadtským biskupem Hildewardem a markrabětem Dytrykem .
Slovanského povstání se neúčastnili Srbové v jižní části Polabí, které rovněž obývali polabští Slované – lužičtí Srbové.

## Dopady povstání
Povstání polabských Slovanů v roce 983 vedlo k vyhnání Sasů a pozastavení saské kolonizace (něm. Ostsiedlung) v těchto oblastech na příštích 200 let. Navzdory každoročním intervencím křesťanských panovníků proti pohanským velétským a obodritským panovníkům si uchovali samostatnost až do 12. století.